# Djupasjö (Seglora socken, Västergötland, 638959-131046)
Djupasjö är en sjö i Borås kommun i Västergötland och ingår i Viskans huvudavrinningsområde.